# Sassonia-Jena

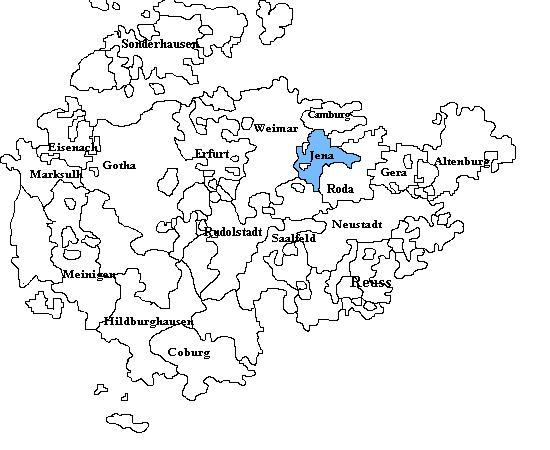

Il Ducato di Sassonia-Jena fu uno dei ducati di Sassonia governati dalla linea ernestina della casata di Wettin. 
Fondato nel 1672 per Bernardo, quarto figlio di Guglielmo di Sassonia-Weimar, il Sassonia-Jena venne reincorporato nel Sassonia-Weimar all'estinzione della linea di Bernardo, nel 1690.

## Duchi di Sassonia-Jena
- Bernardo (1672–1678)
- Giovanni Guglielmo (1678–1690)

Reincorporato nel Sassonia-Weimar